# Plaine de Versailles

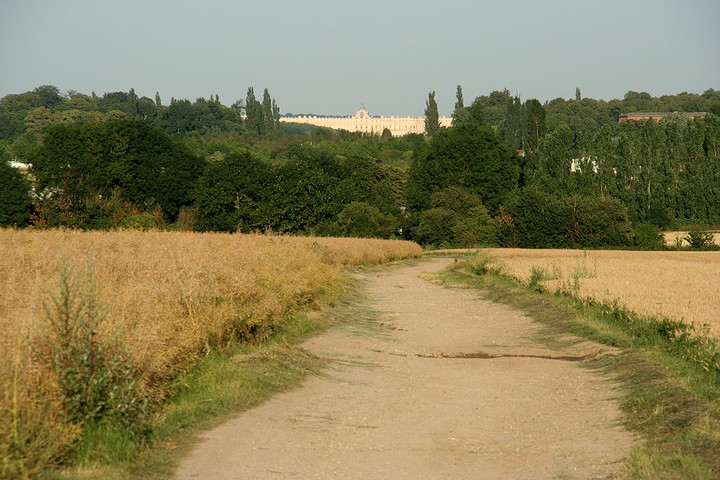
Het Kasteel van Versailles, vanaf de Allée royale de Villepreux, 2010, tegenwoordig een goed fietspad

De Plaine de Versailles is een plateau, dat zich uitstrekt over ongeveer 20 km van het Kasteel van Versailles naar het westen tot aan het dal van de Mauldre in het departement Yvelines, in de regio Île-de-France, ten westen van Parijs. De Plaine de Versailles heeft de status van région naturelle. Er is weinig bebouwing en er wordt overwegend landbouw bedreven. De Plaine valt onder 27 Franse gemeenten.
De Plain de Versailles maakt deel uit van het stroomgebied van de Ru de Gally. De Ru de Gally is een bijrivier van de Seine, ontspringt in de Tuinen van Versailles, stroomt daarna naar het westen en mondt uit in de Mauldre, die een zijrivier is van de Seine.
Ten noorden en ten zuiden grenst de région naturelle aan stedelijk gebied, waaronder enkele voorsteden van Parijs. Om bebouwing van het gebied tegen te gaan is het in stand houden van de Allée royale de Villepreux en van de directe omgeving daarvan een belangrijke maatregel gebleken. De Allée royale, tegenwoordig een fietspad, leidt van het Grand Canal van Versailles naar Villepreux. Het gebied verder naar het westen is licht geaccidenteerd.